# Prix Schock
Pour les articles homonymes, voir Schock.
Les prix Schock ont été institués selon les derniers vœux du philosophe et artiste Rolf Schock (1933-1986). Les prix sont remis à Stockholm en Suède, depuis 1993. Ils concernent quatre catégories « logique et philosophie, mathématiques, arts visuels et arts musicaux » et sont décernés tous les deux ans. Chaque lauréat reçoit 400 000 couronnes suédoises, soit environ 44 000 euros.
Les prix sont choisis et remis par trois des académies royales de Suède :
- Logique et philosophie (Académie royale des sciences de Suède)
- Mathématiques (Académie royale des sciences de Suède)
- Arts visuels (Académie royale des arts de Suède)
- Arts musicaux (Académie royale suédoise de musique)

## Lauréats de la catégorie «logique et philosophie»
- 1993 : W.V. Quine (États-Unis)
- 1995 : Michael Dummett (Royaume-Uni)
- 1997 : Dana S. Scott (États-Unis)
- 1999 : John Rawls (États-Unis)
- 2001 : Saul A. Kripke (États-Unis)
- 2003 : Solomon Feferman (États-Unis)
- 2005 : Jaakko Hintikka (Finlande/États-Unis)
- 2008 : Thomas Nagel (États-Unis)
- 2011 : Hilary Putnam (États-Unis)
- 2014 : Derek Parfit (Royaume-Uni)
- 2017 : Ruth Millikan (États-Unis)
- 2018 : Saharon Shelah (Israël)
- 2020 : Dag Prawitz et Per Martin-Löf  (Suède)[1]
- 2022 : David Kaplan (États-Unis)[2]
- 2024 : Hans Kamp (en) et Irene Heim (en)[3]

## Lauréats de la catégorie «mathématiques»
- 1993 : Elias M. Stein (États-Unis)
- 1995 : Andrew Wiles (Royaume-Uni)
- 1997 : Mikio Sato (Japon)
- 1999 : Yuri I. Manin (Russie/Allemagne)
- 2001 : Elliott Lieb (États-Unis)
- 2003 : Richard Peter Stanley (États-Unis)
- 2005 : Luis Caffarelli (Argentine)
- 2008 : Endre Szemerédi (Hongrie)
- 2011 : Michael Aschbacher (États-Unis)
- 2014 : Yitang Zhang (États-Unis)
- 2017 : Richard Schoen (États-Unis)
- 2018 : Ronald Coifman (États-Unis)
- 2020 : Nikolai Georgievich Makarov (Russie)
- 2022 : Jonathan Pila (Australie)[2]
- 2024 : Lai-Sang Young[3]

## Lauréats de la catégorie «arts visuels»
- 1993 : Rafael Moneo (|Espagne)
- 1995 : Claes Oldenburg (États-Unis)
- 1997 : Torsten Andersson (Suède)
- 1999 : Jacques Herzog et Pierre de Meuron (Suisse)
- 2001 : Giuseppe Penone (Italie)
- 2003 : Susan Rothenberg (États-Unis)
- 2005 : Kazuyo Sejima et Ryūe Nishizawa (Japon)
- 2008 : Mona Hatoum (Liban/Royaume-Uni)
- 2011 : Marlene Dumas (Afrique du Sud/Pays-Bas)
- 2014 : Anne Lacaton et Jean-Philippe Vassal (France)
- 2017 : Doris Salcedo (Colombie)
- 2018 : Andrea Branzi (Italie)
- 2020 : Francis Alÿs (Belgique)[4]
- 2022 : Rem Koolhaas (Pays-Bas)[2]
- 2024 : Steve McQueen[3]

## Lauréats de la catégorie «arts musicaux»
- 1993 : Ingvar Lidholm (Suède)
- 1995 : György Ligeti (Allemagne)
- 1997 : Jorma Panula (Finlande)
- 1999 : Kronos Quartet (États-Unis)
- 2001 : Kaija Saariaho (Finlande)
- 2003 : Anne-Sofie von Otter (Suède)
- 2005 : Mauricio Kagel (Allemagne)
- 2008 : Gidon Kremer (Lettonie)
- 2011 : Andrew Manze (Royaume-Uni)
- 2014 : Herbert Blomstedt (Suède)
- 2017 : Wayne Shorter (États-Unis)
- 2018 : Barbara Hannigan (Canada)[5]
- 2020 : György Kurtág (Hongrie)[5]
- 2022 : Víkingur Ólafsson (Islande)[5],[2]
- 2024 : Oumou Sangaré[3]